# Bernhard Kamphøvener
Bernhard Casper Kamphøvener (født 10. maj 1813 i Køge, død 20. juli 1846) var dansk guldalderbotaniks "James Dean". Han havde en meget høj stjerne blandt sine samtidige, men døde for ung til at efterlade sig skriftlige videnskabelige arbejder i nævneværdigt omfang.
Kamphøverener kom først i apotekerlære i fødebyen Køge, så i Viborg, hvorfra han flygtede til København for at komme til at studerede botanik, hvilket havde interesseret ham siden han var dreng. Han læste ved Københavns Universitet fra 1831 og boede på Borchs Kollegium. Fra 1837 var han docent i forstbotanik. Han foretog adskillige botaniske rejser i Danmark. Hans fyldige dagbogsnotater er bevaret på Botanisk Centralbibliotek – en del blev udgivet posthumt. Efter det Nordiske Naturforskermøde i Göteborg i 1839 rejste han med sin professor F. Liebmann rundt i Västergötland og Östergötland og efter Naturforskermødet i København i 1840 rejste han med Elias Fries rundt i Skåne og Halland. Hans helbred skrantede imidlertid, så for at restituere sig rejste han gennem Tyskland, Østrig og den Appenninske Halvø til Sicilien. Til trods for sygdommen hjembragte han store mængder indsamlede planter fra denne rejse. Han vendte tilbage til København og arbejdet i 1844 og deltog samme år i det Nordiske Naturforskermøde i Christiania. I 1845 blev han ansat som botaniker på Galathea-ekspeditionen. Han deltog i ekspeditionen indtil den nåede til Pulo Penang i det nuværende Malaysia. Både på grund af helbredsproblemer og på grund af utilfredshed med forholdene om bord stod Kamphøvener af og rejste hjemad. Som botaniker på Galathea-ekspeditionen erstattedes han af Ferdinand Didrichsen. Kamphøvener ankom til Køge den 26. juni 1846 og døde den 20.juli 1846.
Kamphøveners dagbogsblade fra Højer og Sild (1834) blev udgivet af Carl Christensen i Botanisk Tidsskrift bd. 37, side 439-440 (1922).
Hans dagbogsblade fra forskellige egne af Danmark (1836) blev udgivet af Johan Lange i Botanisk Tidsskrift bd. 21, side 238-262 (1898).
Hans optegnelser fra en tur til Brorfelde-egnen blev sammenlignet med senere tiders oplysninger i Bruun, H.H. (2001) Brorfelde-egnens flora i landskabshistorisk lys. Københavns Universitets Almanak 2002: 147-153.
Kamphøveners "Rapport over Nicobarernes physiske og climatiske Forhold, samt over deres nuværende og eventuelle Produkter, navnlig af Planteriget" blev gengivet i Uddrag af de paa Nicobar-Øerne i Foraaret 1846 anstillede Undersøgelser. København, 1846.
Kilder
Christensen, Carl (1924-1926) Den danske botaniks historie med tilhørende Bibliografi. København, H. Hagerups Forlag.